# Reissmesa gelida
Reissmesa gelida är en tvåvingeart som först beskrevs av Lars Zakarias Brundin 1966.  Reissmesa gelida ingår i släktet Reissmesa och familjen fjädermyggor. Inga underarter finns listade i Catalogue of Life.